# South Komelik, Arizona
South Komelik je naseljeno područje za statističke svrhe u američkoj saveznoj državi Arizona. Prema popisu stanovništva iz 2010. u njemu je živjelo 111 stanovnika.